# Suddhipala
Suddhipala (Gegen Khan; * 1303; † 4. September 1323 in Nanpodian (南坡店), damals Wangdupu (望都铺) genannt, 15 km südwestlich des damaligen Shangdu im Zhenglan-Banner des Xilin-Gol-Bundes in der Inneren Mongolei) war ein  mongolischer Khagan und unter dem Namen Yingzong auch chinesischer Kaiser der Yuan-Dynastie.

## Leben
Der Sohn Ayurparibhadras regierte zwischen 1320 und seiner Ermordung 1323. 
Er kam mit Hilfe seiner Großmutter Targi und ihres Favoriten, des verhassten Finanzministers Temüder († 1322) an die Macht. Seine Regierung lavierte unentschlossen zwischen dem Clan Temüders und der Gegenpartei, was angesichts des Terrors bei Hofe nicht ausreichte. Schließlich inszenierte Temüders Adoptivsohn einen Staatsstreich, in den immerhin sechs hohe Beamte, fünf Prinzen und die alanische Leibgarde verwickelt waren. Suddhipala wurde samt seinem ersten Minister auf einer Heimreise in Nanpo ermordet.